# ディアリオ・デ・ナバーラ
ディアリオ・デ・ナバーラ（スペイン語: Diario de Navarraまたはスペイン語: El Diario de Navarra）は、スペイン・ナバーラ州パンプローナで発行されている日刊紙（地方紙）。意味は「日刊ナバーラ」。

## 歴史
ディアリオ・デ・ナバーラは1903年にナバーラ地方の5家族によって設立された。本部はパンプローナに置いている。創設家が所有するグルポ・ラ・インフォルマシオンの一部であり、発行者もグルポ・ラ・インフォルマシオンである。
1970年代末、ディアリオ・デ・ナバーラはナバーラ地方がスペインに残ること、一方でバスク州がスペインから独立するという見解を支持した。バスク独立主義者はナバーラ地方も含めたバスク地方全体の独立を支持しているため、1979年8月22日、バスク独立主義過激派のバスク祖国と自由(ETA)は主幹であるホセ・ハビエル・ウランガの暗殺を試みた。ディアリオ・デ・ナバーラは政治的に中立な立場を保っている。

## 発行部数
1993年の発行部数は63,312部/日だった。2001年にはナバーラ州でもっとも読者数の多い新聞だった。2003年にはスペイン全体で13位の発行部数だった。2009-10年の発行部数は49,065部/日だった。2011年の発行部数は44,000部/日だった。